# إصرحن (إصريحن)
إصرحن هو دُوَّار يقع بجماعة إمرابطن، إقليم الحسيمة، جهة طنجة تطوان الحسيمة في المملكة المغربية. ينتمي الدوّار لمشيخة إصريحن التي تضم 3 دواوير. يقدر عدد سكانه بـ 573 نسمة حسب الإحصاء الرسمي للسكان والسكنى لسنة 2004.

## روابط خارجية
- البوابة الوطنية للجماعات الترابية
- المندوبية السامية للتخطيط